# Llanos de La Mareta y cantil del Rubicón
Llanos de La Mareta y cantil del Rubicón este o arie protejată (arie de protecție specială avifaunistică — SPA) din Spania întinsă pe o suprafață de 2.384,03 ha, integral pe uscat.

## Localizare
Centrul sitului Llanos de La Mareta y cantil del Rubicón este situat la coordonatele 28°53′50″N 13°49′53″W / 28.89717°N 13.83144°V.

## Înființare
Situl Llanos de La Mareta y cantil del Rubicón a fost declarat arie de protecție specială avifaunistică în octombrie 2022 pentru a proteja 11 specii de animale.

## Biodiversitate
Situată în ecoregiunea , aria protejată nu include niciun habitat protejat.
La baza desemnării sitului se află mai multe specii protejate de  păsări (11): Bucanetes githagineus, Bulweria bulwerii, pasărea ogorului (Burhinus oedicnemus), Calonectris borealis, prundăraș de sărătură (Charadrius alexandrinus), Chlamydotis undulata, Cursorius cursor, șoim călător (Falco peregrinus), vultur egiptean (Neophron percnopterus), vultur pescar (Pandion haliaetus), Pterocles orientalis.